# Nesola
Nesola GmbH ist ein Musiklabel und Verlag mit Sitz in Berlin.

## Geschichte
Die Gesellschaft wurde 2006 in Berlin von den Künstlern Max Herre und Joy Denalane zusammen mit Premium Blend Music Productions GmbH gegründet. Nesola ist Esperanto und heißt ‚nicht allein‘. Zu den Gründern gehörten auch Götz Gottschalk und Sophie Raml. Marketing und Promotion wird gemeinsam mit Four Music durchgeführt, der Vertrieb findet über Sony Music statt.

## Künstler
Vertragskünstler
- Freundeskreis
- Laura López Castro
- Max Herre
- Samon Kawamura
- Joy Denalane
- Megaloh

Verlagskünstler
- Marteria/Marsimoto
- Dead Rabbit
- Max Herre

## Veröffentlichungen
- Max Herre

Album:
Ein Geschenkter Tag, Max Herre / Four Music Productions (Nesola)
Single:
Geschenkter Tag / Blick Nach Vorn, Scherben, Du Weisst / Four Music Productions (Nesola)
1st Liebe / Four Music Productions (Nesola)
Zu Elektrisch / Four Music Productions (Nesola)
- Joy Denalane

Album:
The Dresden Soul Symphony (Feat. Joy Denalane, Bilal, Dwele & Tweet)
Born & Raised, Mamani Live / Nesola & Fourmusic
Mamani / Nesola & Fourmusic
Single:
Sometimes Love, Change (Feat. Lupe Fiasco)
Heaven Or Hell (Feat. Raekwon)
Let Go, Höchste Zeit (Live) / Four Music Productions (Nesola)
Kinderlied / Four Music Productions (Nesola)
Im Ghetto Von Soweto / Four Music Productions (Nesola)
Was Auch Immer / Four Music Productions (Nesola)
Geh Jetzt / Four Music Productions (Nesola)
Sag’s Mir / Four Music Productions (Nesola)
- Laura López Castro

Album:
Y Don Philippe Inventan El Ser Feliz, Mi Libro Abierto
Single:
Mi Amor Lleva Una Espina
- Samon Kawamura

Album:
Unfold
Translations
- FK Allstars

Album:
FK 10